# Didier Gadou
Didier Gadou (Dax, 28. rujna 1965.) je bivši francuski košarkaš i državni reprezentativac. Igrao je na mjestu krila. Visine je 203 cm. Igrao je u Euroligi sezone 1998./99. za francuski Pau Orthez iz Paua.
Srednji je brat francuskih košarkaša Thierryja i Alaina.